# Hanna Zbyryt
Hanna Zbyryt-Giewont (ur. 24 sierpnia 1985 we Wrocławiu) – polska aktorka teatralna, filmowa i telewizyjna związana z Częstochową, Wrocławiem i Zakopanem.

## Życiorys
Urodzona we Wrocławiu, wychowywała się w Częstochowie i w tamtejszym teatrze występowała jako nastolatka m.in. w „Weselu”, „Romansach i balladach” oraz „Panu Tadeuszu” reżyserowanych przez Adama Hanuszkiewicza i Marka Perepeczkę.
Uczęszczała do VIII Liceum Ogólnokształcącego Samorządowego w Częstochowie. Absolwentka studiów aktorskich na wrocławskiej filii PWST im. L. Solskiego w Krakowie (2009) i Studium Tańca w Nowohuckim Centrum Kultury w Krakowie na kierunku choreografia tańca współczesnego. Współzałożycielka i aktorka Teatru Rozrywki RZT Szymaszkowa w Zakopanem i aktorka Teatru im. Stanisława Ignacego Witkiewicza w Zakopanem. Występowała w Częstochowskim Teatrze Tańca, Teatrze Pantomimy Henryka Tomaszewskiego i Instytucie Jerzego Grotowskiego we Wrocławiu oraz ponownie w częstochowskim Teatrze im. Adama Mickiewicza. Od sezonu 2018/2019 związała się z tym ostatnim jako aktorka etatowa.

## Filmografia
- 2005: Pierwsza miłość jako Młoda, nastolatka, koleżanka Jakuba Szafrańskiego, podopiecznego ośrodka odwykowego dla narkomanów[2]
- 2005: Wizyta[2]
- 2005–2006: Warto kochać[2]
- 2005: Pensjonat pod Różą jako Monika (odc, 80, 81)[2]
- 2006: Fala zbrodni jako dziewczyna z pociągu (odc. 70)[2]
- 2007: Biuro kryminalne jako Honorata Gostkiewicz (odc. 26)[2]
- 2007: Sztuczki[2]
- 2009: Afonia i pszczoły[2]
- 2010: Licencja na wychowanie jako dziewczyna (odc. 50)[2]
- 2013: Na Wspólnej jako Milena Jabłońska[2] (odc. 1804)
- 2018: Eter jako pokojówka[2]
- 2021-2024: Leśniczówka jako Małgosia
- 2025: Królowie jako Gertruda